# El Rocillito
El Rocillito är en ort i Mexiko.   Den ligger i kommunen Santa Cruz de Juventino Rosas och delstaten Guanajuato, i den centrala delen av landet, 230 km nordväst om huvudstaden Mexico City. El Rocillito ligger 1 794 meter över havet och antalet invånare är 182.
Terrängen runt El Rocillito är platt västerut, men österut är den kuperad. Runt El Rocillito är det tätbefolkat, med 881 invånare per kvadratkilometer. Närmaste större samhälle är Celaya, 18,1 km sydost om El Rocillito. Trakten runt El Rocillito består till största delen av jordbruksmark.